# Thivars
Thivars település Franciaországban, Eure-et-Loir megyében. Lakosainak száma 1099 fő (2022. január 1.). Thivars Barjouville, Dammarie, Fontenay-sur-Eure, Mignières és Ver-lès-Chartres községekkel határos.

## Népesség
A település népessége az elmúlt években az alábbi módon változott:
| Lakosok száma | 533  | 859  | 975  | 981  | 1042 | 1078 | 1059 | 1044 | 1048 | 1099 |
|               | 1968 | 1982 | 1990 | 2006 | 2013 | 2015 | 2017 | 2019 | 2020 | 2022 |